# リノ郡 (カンザス州)

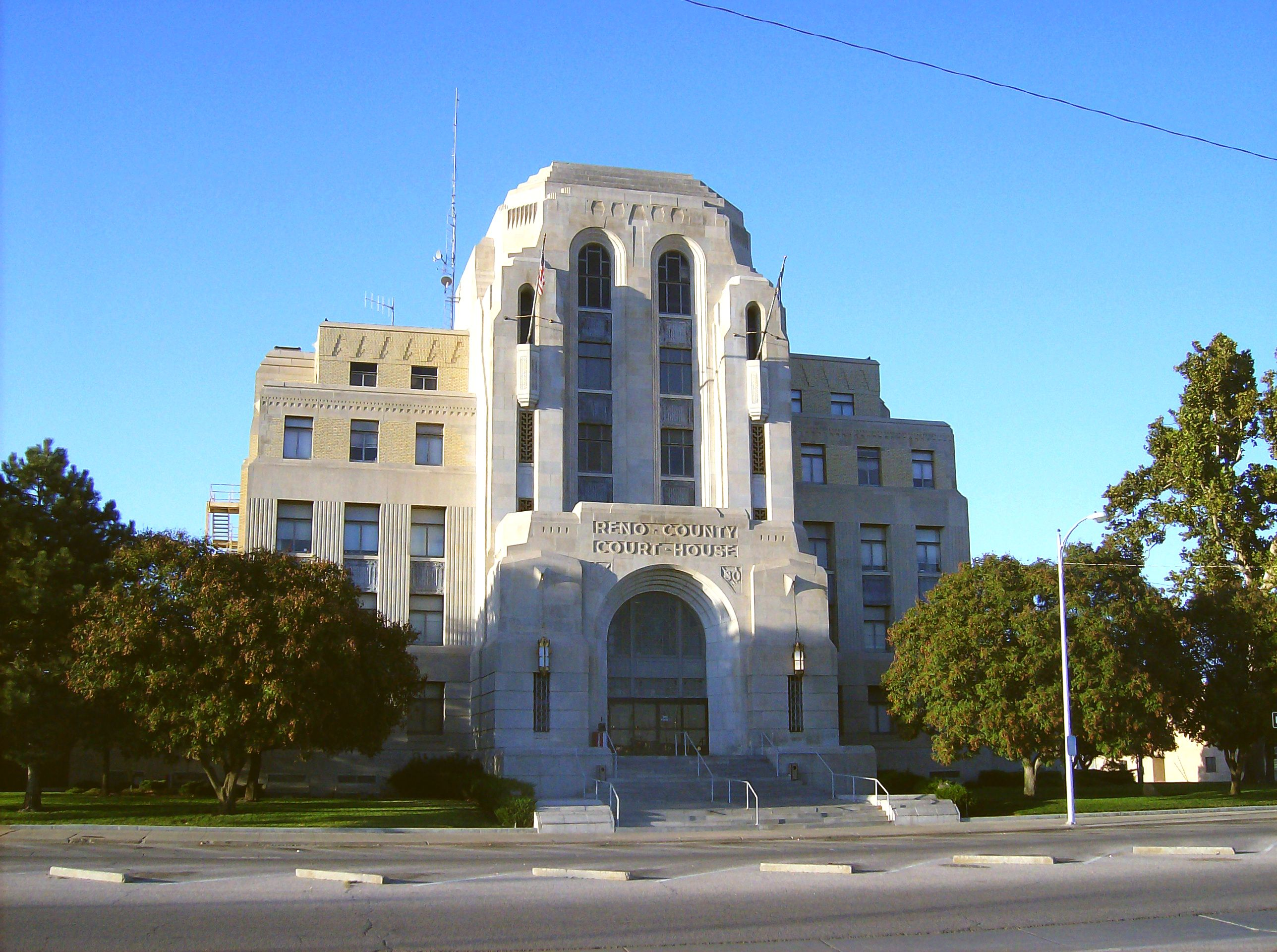
郡裁判所

リノ郡（Reno County）は、アメリカ合衆国カンザス州に位置する郡である。人口は6万1898人（2020年）。郡庁所在地のハッチンソンは、郡内最大の都市である。

## 地理

カンザス州内の位置

アメリカ合衆国統計局によると、この郡は総面積3,293 km2 (1,271 mi2) である。このうち3,249 km2 (1,254 mi2) が陸地で44 km2 (17 mi2) が水面である。総面積の1.32%が水面となっている。

### 隣接する郡
- ライス郡 (北)
- マクファーソン郡 (北東)
- ハーベイ郡 (東)
- セジウィック郡 (南東)
- キングマン郡 (南)
- プラット郡 (南西)
- スタッフォード郡 (西)

## 人口動勢
2000年国勢調査で、この郡は人口64,790人、25,498世帯、及び17,313家族が暮らしている。人口密度は20/km2 (52/mi2) である。8/km2 (22/mi2) の平均的な密度に27,625軒の住宅が建っている。この郡の人種的な構成は白人91.56%、アフリカン・アメリカン2.88%、先住民0.58%、アジア0.45%、太平洋諸島系0.04%、その他の人種2.69%、及び混血1.81%である。ここの人口の5.65%はヒスパニックまたはラテン系である。
この郡内の住民は24.50%が18歳未満の未成年、18歳以上24歳以下が9.30%、25歳以上44歳以下が26.90%、45歳以上64歳以下が22.90%、及び65歳以上が16.40%にわたっている。中央値年齢は38歳である。女性100人ごとに対して男性は100.90人である。18歳以上の女性100人ごとに対して男性は99.00人である。
この郡内の世帯ごとの平均的な収入は35,510米ドルであり、家族ごとの平均的な収入は42,643米ドルである。男性は31,495米ドルに対して女性は21,329米ドルの平均的な収入がある。この郡の一人当たりの収入 (per capita income) は18,520米ドルである。人口の10.90%及び家族の8.10%は貧困線以下である。全人口のうち18歳未満の13.90%及び65歳以上の8.50%は貧困線以下の生活を送っている。

## 都市及び町
- ハッチンソン（郡庁所在地）
- ビューラー
- アーリントン
- Abbyville
- Haven
- Langdon
- ニッカーソン (Nickerson)
- パートリッジ (Partridge)
- Plevna
- Pretty Prairie
- サウスハッチンソン (South Hutchinson)
- Sylvia
- Turon
- Willowbrook

## 郡区
リノ郡は31の郡区に分けられる。ハッチンソン及びニッカーソンの都市は governmentally independent と見なされ郡区向けの国勢調査外観から除外されている。以下の表内の人口中心は、もしかなりの数ならば、郡区の人口総計を含む最大都市である。

## 教育

### 統一された学校区
- ハッチンソン 統一教育学区308号
- ニッカーソン 統一教育学区309号
- フェアフィールド 統一教育学区310号
- Pretty Prairie 3統一教育学区11号
- Haven 統一教育学区312号
- Buhler 統一教育学区313号